# Turó del Samont
El turó del Samont o del Samon és una muntanya del massís del Montseny que té una altura sobre el nivell del mar de 1.272 m. Té un doble cim, molt propers entre si. Al cim més alt (1.272m), podem trobar-hi un vèrtex geodèsic (referència 294109001). El cim més baix es coneix com a la Pleta del Samon. Està inclòs al Repte dels 100 cims de la Federació d'Entitats Excursionistes de Catalunya.
El nom prové del nom del mas proper, el Samon, documentat almenys des del segle xiv.

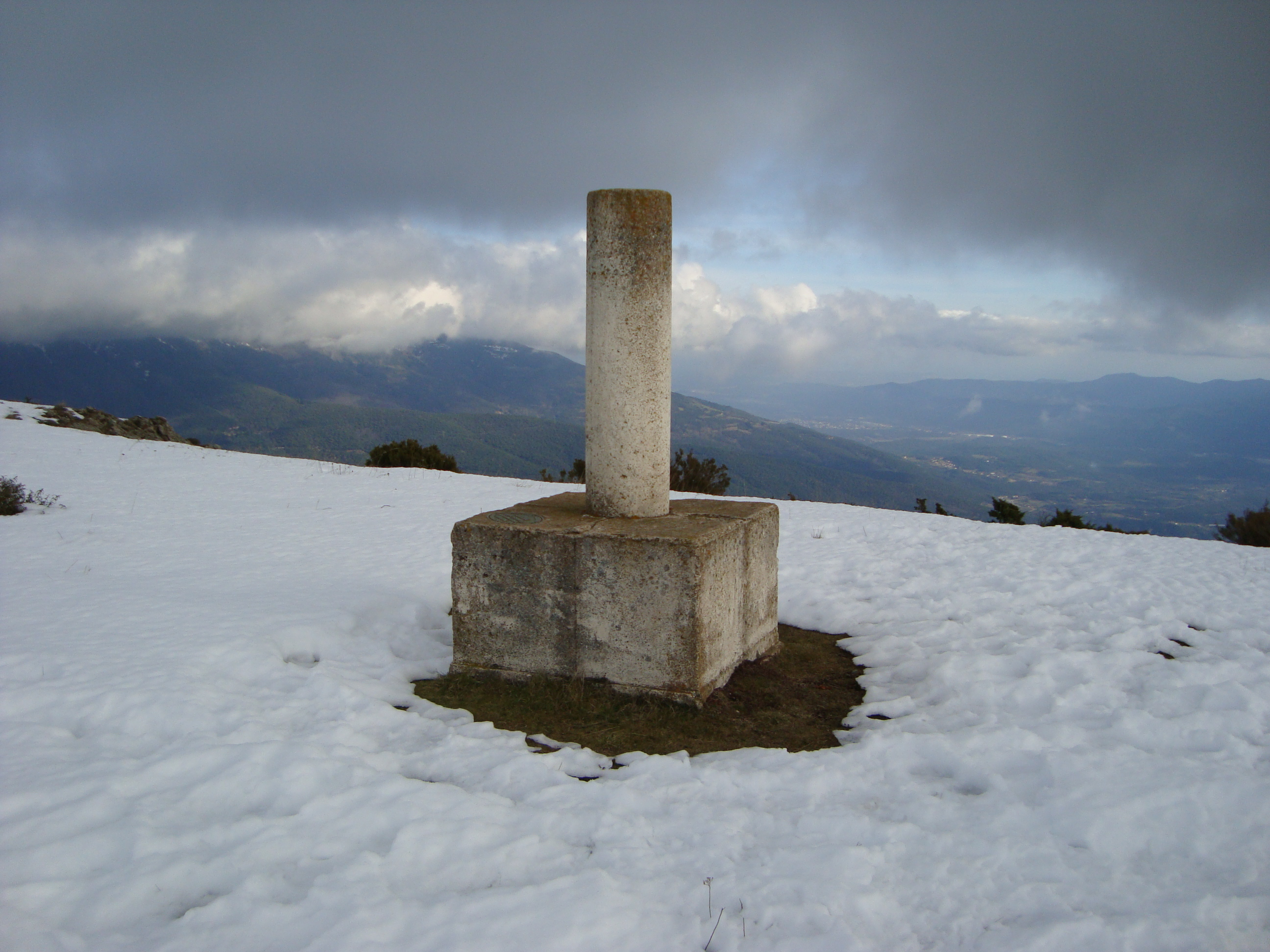
Vèrtex geodèsic al cim del turó del Samon

És el punt més alt del terme municipal de Sant Pere de Vilamajor, erròniament atribuït al turó del Pi Novell. Està situat a la part nord del terme municipal, sota els contraforts llevantins de la Calma i en una graonada sobre la vall de la Tordera, de manera que és molt més abrupte que la zona sud.
Hi afloren materials del cambrià-ordovicià (nivells pissarrosos amb diferents graus de metamorfisme). També hi trobem afloraments de calcosquists i calcàries del Devonià, juntament amb materials del Carbonífer (a la base, pissarres, i a sobre, calcàries amb intercalacions argiloses). Aquest últim aflorament, però, tan sols apareix a l'oest, sota el Turó del Samon.
Entre el turó del Samont i el turó de la Moixa hi neix la riera de Vilamajor.